# IPhone 6s Plus
El iPhone 6s Plus  es un teléfono inteligente de gama alta diseñado por Apple y presentado junto con el iPhone 6s, con procesador de dos núcleos a 1.85 GHz, 2 gigabytes de memoria RAM y Pantalla Retina HD de 5,5 pulgadas. Es parte de la serie iPhone y fue anunciado el 9 de septiembre de 2015. El iPhone 6s Plus es sucesor del iPhone 6 Plus, de 2014
El iPhone 6s Plus incluye mejoras en las especificaciones de hardware, incluyendo 3D Touch; una pantalla táctil que responde a la fuerza; cámara trasera de 12MP y cámara delantera de 5MP con Retina Flash, incluyendo Live Photos en ambos equipos. Videos en  4K o a 1080p y  estabilización óptica, un procesador A9; un nuevo chasis hecho de una aleación de aluminio de 7000 series; segunda generación Touch ID; LTE y conectividad wifi mejorados, y un nuevo acabado en oro rosa además del gris espacial, plata, y oro, acabados que se encuentra en los modelos anteriores, mientras se mantiene un diseño idéntico. Los dispositivos cuentan con iOS 9 preinstalado. Su última versión soportada es iOS 15

## Características
- Pantalla: 5,5 pulgadas, con la tecnología 3D Touch.
- SoC: Apple A9 de arquitectura de 64 bits con coprocesador de movimiento M9 está integrado directamente con el chip A9. La CPU es 70 % más rápida y con GPU 90 % más rápido.
- Tamaño y peso: Su altura es de 158,1 mm, con un ancho de 77,8 mm, grosor de 7,3 mm y peso de 192 g.
- Sistema operativo: El original es iOS 9 y el último será iOS 15, siendo esta sistema operativo con la que finalmente el dispositivo una vez que se quede sin actualizaciones.
- Batería: 2715 mAh.

-Batería de iones de litio recargable integrada
-Carga a través del adaptador de corriente o del puerto USB de la computadora LIGHTNING
-Las afirmaciones sobre la batería dependen de la configuración de la red y de muchos otros factores. Los resultados reales pueden variar. La batería tiene ciclos de recarga limitados y eventualmente necesitará ser reemplazada por un proveedor de servicio de Apple. La duración de la batería y el número de ciclos de carga varían según el uso y la configuración.
- Cámara: uno de los aspectos más valorados del iPhone, recibe la mejora más importante de todo el iPhone 6s y pasa de los 8 Mpx a los 12 MP con tecnología iSight. Además, los nuevos iPhone 6s son capaces de grabar vídeo en 4K, característica cada vez más común en los celulares de gama alta. La cámara de FaceTime, otra de las grandes promesas de mejora del iPhone 6s, también se renueva y pasa de los 1,2 MP a los 5 MP incluyendo Retina Flash. Sin embargo, más allá de la notoria mejora en las especificaciones, la cámara del iPhone 6s será capaz de crear fotografías animadas –como un gif en alta resolución– que se activa con la nueva tecnología 3D Touch; la nueva función lleva el nombre de Live Photos y será exclusiva de los iPhone 6s y iPhone 6s Plus.
- Eslogan:  The only thing that's changed is everything (USA), Solo una cosa cambió. Todo. (América Latina),
 Lo único que cambia es todo. (España)

## Lanzamiento
El 25 de septiembre de 2015 se vendió en 12 países como Estados Unidos entre otros países de Asia y Europa. Desde el pasado 9 de octubre el iPhone 6s Plus se vende en 40 países incluyendo a España, México y la mayoría de países de Europa. El 10 de octubre llegó a Emiratos Árabes, Arabia Saudita, Kuwait, Jordania y Catar. Desde el 15 de octubre está disponible en Israel, el 16 de octubre en India, Malasia, Turquía y Sudáfrica, el 23 de octubre llegó a Colombia, el 30 de octubre a Chile, el 13 de noviembre en Brasil. Apple dio a conocer en la presentación que el iPhone 6s estaría disponible en más de 100 países hasta antes de finalizar 2015.

## Diseño
El iPhone 6s Plus está fabricado con aluminio serie 7000, de mayor resistencia.Cubierta de vidrio Retina HD reforzada, con 3D touch. Dimensiones de 5,5 pulgadas y 1920{\displaystyle \times }1080 de resolución. En color oro, oro rosa, plata y gris espacial. En 16 GB, 64 GB y 128 GB.

## Hardware

### Cámara
La cámara trasera es de 12 megapíxeles y la frontal de 5 megapíxeles.Dispone de «Live Photos», fotografías con movimiento. Graba videos en 4K a 30 f/s. Realiza videollamadas a través de FaceTime en redes wifi y celular.

### Batería
2750 mAh

### Procesador, memoria y almacenamiento
Chip A9 con arquitectura de 64 bits. Coprocesador de movimiento A9.